# Romanschulzia apetala
Romanschulzia apetala är en korsblommig växtart som beskrevs av Reed Clark Rollins. Romanschulzia apetala ingår i släktet Romanschulzia och familjen korsblommiga växter. Inga underarter finns listade i Catalogue of Life.